# 完顏永中
完顏永中（12世纪？—1194年），原名完顏允中，女真名完顏實魯剌（萬僧），为金朝皇族，金世宗完顏雍的長子。生母張元妃，同母弟越王完顏永功。
大定元年（1161年），以他為許王，五年（1165年），判大興府尹。七年（1167年），進封越王。大定十一年（1171年），以他為趙王，十三年（1173年），為樞密使。二十一年（1181年），判大宗正事。二十五年（1185年），為開府儀同三司。次年，為樞密使。二十九年（1189年），金章宗即位，為西京留守，為漢王。明昌二年（1191年），因為孝懿皇后奔喪，被金章宗猜忌，四月為并王。三年（1192年），判平陽府事，進封鎬王，因謀反被殺。金章宗又后悔杀了他，泰和七年（1207年），恢復其王爵，諡號厲。

## 传記資料
- 《金史》